# 1977 في نيوزيلندا
فيما يلي قوائم الأحداث التي وقعت خلال عام 1977 في نيوزيلندا.

## سياسة

### تعيين في المنصب
- 1 يناير – ديفيد لانج عضو مجلس النواب النيوزيلندي ‏.

## رياضة
- 1 يناير – كأس نيوزيلندا 1977 الفائز Nelson United AFC [الإنجليزية]‏.

## مواليد

### يناير
- 1 يناير – بين ويب فنان نيوزيلندي.
- 1 يناير – جيد ويلسون
- 1 يناير – كارلي فلين صحفية نيوزيلندية.
- 1 يناير – كايل لوكوود مهندس معماري نيوزيلندي.
- 17 يناير – غاريث رووي لاعب كرة قدم نيوزيلندي.
- 17 يناير – ماثيو ووكر لاعب كركيت نيوزيلندي.

### فبراير
- 25 فبراير – ماثيو بيل لاعب كركيت نيوزيلندي.

### مارس
- 14 مارس – جيريمي باول لاعب رغبي أسترالي.
- 25 مارس – بروك ووكر لاعب كركيت نيوزيلندي.

### أبريل
- 16 أبريل – جيريمي براون لاعب كرة قدم نيوزيلندي.
- 28 أبريل – كريس غيمل تريثلت نيوزيلندي.

### مايو
- 4 مايو – بنجامين هارت لاعب كركيت نيوزيلندي.
- 16 مايو – ميلاني لينسكي ممثلة نيوزيلندية.

### يونيو
- 7 يونيو – جيريمي ولز
- 14 يونيو – دنكان أوتون لاعب كرة قدم نيوزيلندي.
- 15 يونيو – براد سكوت لاعب كرة قدم نيوزيلندي.
- 18 يونيو – روان ميلبورن لاعبة كركيت نيوزيلندية.

### يوليو
- 5 يوليو – دالي راسموسن لاعب رغبي ساموي.

### أغسطس
- 24 أغسطس – ستيفن بيت درّاج طريق من المملكة المتحدة.
- 27 أغسطس – سوني باركر لاعب اتحاد رغبي نيوزيلندي.
- 31 أغسطس – باول ميلر لاعب رغبي نيوزيلندي.

### سبتمبر
- 4 سبتمبر – غراهام بيرس لاعب كرة قدم نيوزيلندي.
- 7 سبتمبر – جلان كولينز لاعب كرة قدم نيوزيلندي.
- 10 سبتمبر – كاليب رالف لاعب رغبي نيوزيلندي.
- 14 سبتمبر – أنجيلا ميتشيل لاعبة كرة شبكة نيوزيلندية.

### أكتوبر
- 8 أكتوبر – مارك نيلسن لاعب كرة مضرب نيوزيلندي.
- 17 أكتوبر – شين كاميرون ملاكم نيوزيلندي.
- 18 أكتوبر – ريان نيلسن لاعب كرة قدم نيوزلندي.
- 28 أكتوبر – ديفيد فيليبس لاعب جمباز فني نيوزيلندي.

### نوفمبر
- 10 نوفمبر – سكوت بالمر لاعب رغبي نيوزيلندي.
- 22 نوفمبر – بارنابي جاك
- 25 نوفمبر – إيما جنسن لاعبة رغبي نيوزيلندية.
- 30 نوفمبر – راشيل هوارد لاعبة كرة قدم نيوزيلندية.

### ديسمبر
- 15 ديسمبر – دومينيك بودن مقدم تلفزيوني نيوزيلندي.
- 21 ديسمبر – ليون ماكدونالد لاعب رغبي نيوزيلندي.

## وفيات

### يناير
- 17 يناير – ليزلي تايلور (مواليد 1894) لاعب كركيت نيوزيلندي.
- 21 يناير – جون تيت (مواليد 1895) سياسي أسترالي.
- 25 يناير – ديفيد ويستون (مواليد 1930) لاعب كريكت نيوزلندي.

### فبراير
- 26 فبراير – هوبير هاريسون (مواليد 1917)

### مايو
- 2 مايو – اريك غري (مواليد 1895) لاعب دوري رغبي نيوزيلندي.
- 17 مايو – رونالد الكسندر مكينتوش (مواليد 1904) عالم فلك نيوزيلندي.

### يونيو
- 9 يونيو – بيل ميريت (مواليد 1908) لاعب كركيت نيوزيلندي.

### أغسطس
- 17 أغسطس – ليزلي بيرس (مواليد 1887) مخرج أفلام نيوزيلندي.
- 30 أغسطس – ديه كريستيان (مواليد 1923) لاعب اتحاد رغبي نيوزيلندي.

### سبتمبر
- 3 سبتمبر – روبرت سيسيل هايز (مواليد 1900)
- 29 سبتمبر – بيرت كوكي (مواليد 1901)

### أكتوبر
- 26 أكتوبر – تشارلز ويلر (مواليد 1881) رسام أسترالي.

### نوفمبر
- 8 نوفمبر – كيث كوكس (مواليد 1903) لاعب كريكت نيوزلندي.
- 29 نوفمبر – توم نيل (مواليد 1902) كاتب نيوزيلندي.